# AC Milán 2004/2005
Tento článek se podrobně zabývá událostmi ve fotbalovém klubu AC Milán v sezoně 2004/05 a jeho působení v nejvyšší lize, domácího poháru, domácího superpoháru a v lize mistrů UEFA.

## Realizační tým
| Post                                                    | Jméno                                               |
| ------------------------------------------------------- | --------------------------------------------------- |
| Hlavní trenér                                           | Carlo Ancelotti                                     |
| Asistent trenéra                                        | Mauro Tassotti                                      |
| Trenér brankářů                                         | William Vecchi a Benjamino Abate                    |
| Sportovní trenéři                                       | Daniele Tognaccini, Giovanni Mauri, William Tillson |
| Klubové vedení                                          |                                                     |
| Prezident klubu                                         | Silvio Berlusconi                                   |
| Zástupce prezidenta a generální ředitel                 | Adriano Galliani                                    |
| Zástupce prezidenta klubu                               | Paolo Berlusconi, Gianni Nardi                      |
| Sportovní ředitel                                       | Ariedo Braida                                       |
| Asistent náměstka viceprezidenta a generálního ředitele | Leonardo                                            |
| Vedoucí klubu                                           | Silvano Ramaccioni                                  |

## Soupiska
Aktuální k datu 30. června 2005.
| Číslo | Pozice | Nár.                 | Hráč                  | Datum narození a věk        | Od roku | Předchozí angažmá  | Poznámka      |
| ----- | ------ | -------------------- | --------------------- | --------------------------- | ------- | ------------------ | ------------- |
| 1     | B      | Brazílie             | Dida                  | 7. října 1973 (51 let)      | 2000    | Corinthians        |               |
| 2     | O      | Brazílie             | Cafu                  | 7. června 1970 (55 let)     | 2003    | Řím                |               |
| 3     | O      | Itálie               | Paolo Maldini         | 26. června 1968 (57 let)    | 1984    | Juniorka           |               |
| 4     | O      | Gruzie               | Kacha Kaladze         | 27. února 1978 (47 let)     | 2001    | Kyjev              |               |
| 5     | O      | Itálie               | Alessandro Costacurta | 24. dubna 1966 (59 let)     | 1986    | Juniorka           |               |
| 7     | Ú      | Ukrajina             | Andrij Ševčenko       | 29. září 1976 (48 let)      | 1999    | Kyjev              |               |
| 8     | Z      | Itálie               | Gennaro Gattuso       | 9. ledna 1978 (47 let)      | 1999    | Salernitana        |               |
| 9     | Ú      | Itálie               | Filippo Inzaghi       | 9. srpna 1973 (51 let)      | 2001    | Juventus           |               |
| 10    | Z      | Portugalsko          | Rui Costa             | 29. března 1972 (53 let)    | 2001    | Fiorentina         |               |
| 11    | Ú      | Argentina            | Hernán Crespo         | 5. července 1975 (50 let)   | 2004    | Chelsea            |               |
| 12    | B      | Itálie               | Valerio Fiori         | 27. dubna 1969 (56 let)     | 1999    | Piacenza           |               |
| 13    | O      | Itálie               | Alessandro Nesta      | 19. března 1976 (49 let)    | 2002    | Lazio              |               |
| 14    | Z      | Chorvatsko           | Dario Šimić           | 12. listopadu 1975 (49 let) | 2002    | Inter              |               |
| 15    | Ú      | Dánsko               | Jon Dahl Tomasson     | 29. srpna 1976 (48 let)     | 2002    | Feyenoord          |               |
| 17    | B      | Itálie               | Christian Abbiati     | 8. července 1977 (48 let)   | 1998    | Monza              |               |
| 19    | O      | Argentina            | Fabricio Coloccini    | 22. ledna 1982 (43 let)     | 1999    | Boca Juniors       | odešel v zimě |
| 20    | Z      | Nizozemsko · Surinam | Clarence Seedorf      | 1. dubna 1976 (49 let)      | 2002    | Inter              |               |
| 21    | Z      | Itálie               | Andrea Pirlo          | 19. května 1979 (46 let)    | 2001    | Inter              |               |
| 22    | Z      | Brazílie             | Kaká                  | 22. dubna 1982 (43 let)     | 2003    | São Paulo          |               |
| 23    | Z      | Itálie               | Massimo Ambrosini     | 29. května 1977 (48 let)    | 1995    | Cesena             |               |
| 24    | Z      | Francie              | Vikash Dhorasoo       | 10. října 1973 (51 let)     | 2004    | Lyon               |               |
| 26    | O      | Itálie               | Giuseppe Pancaro      | 26. srpna 1971 (53 let)     | 2003    | Lazio              |               |
| 27    | Z      | Brazílie             | Serginho              | 27. června 1971 (54 let)    | 1999    | São Paulo          |               |
| 30    | O      | Nizozemsko · Surinam | Harvey Esajas         | 13. června 1974 (51 let)    | 2004    | Deportivo Móstoles |               |
| 31    | O      | Nizozemsko           | Jaap Stam             | 17. července 1972 (52 let)  | 2004    | Lazio              |               |
| 32    | Z      | Itálie               | Cristian Brocchi      | 30. ledna 1976 (49 let)     | 2001    | Inter              |               |
| 46    | O      | Itálie               | Lino Marzorati        | 12. října 1986 (38 let)     | 2005    | Juniorka           |               |
| 47    | O      | Itálie               | Romano Perticone      | 13. srpna 1986 (38 let)     | 2004    | Juniorka           |               |

### Změny v kádru v letním přestupovém období 2004[1]
| Přišli do týmu | Přišli do týmu       | Přišli do týmu      | Přišli do týmu | Přišli do týmu  | Přišli do týmu     | Přišli do týmu | Odešli z týmu | Odešli z týmu | Odešli z týmu       | Odešli z týmu | Odešli z týmu        | Odešli z týmu | Odešli z týmu |
| Pozice         | Nár.                 | Hráč                | Věk            | Odkud přišel    | Typ                | Cena           | Pozice        | Nár.          | Hráč                | Věk           | Kam odešel           | Typ           | Cena          |
| O              | Argentina            | Fabricio Coloccini  | 22             | Villarreal CF   | návrat z hostování |                | O             | Itálie        | Ignazio Abate       | 17            | Neapol Soccer        | hostování     |               |
| O              | Nizozemsko · Surinam | Harvey Esajas       | 30             |                 | přestup            | zadarmo        | O             | Dánsko        | Martin Laursen      | 26            | Aston Villa FC       | přestup       | 4 mil. Euro   |
| O              | Brazílie             | Roque Junior        | 27             | AC Siena        | návrat z hostování |                | O             | Brazílie      | Roque Junior        | 27            | Bayer Leverkusen     | přestup       | zadarmo       |
| O              | Senegal              | Mohammud Adama Sarr | 20             | Atalanta BC     | hostování          |                | O             | Senegal       | Mohammud Adama Sarr | 20            | ACD Cittádi Vittoria | hostování     |               |
| O              | Nizozemsko           | Jaap Stam           | 31             | SS Lazio        | přestup            | 10,5 mil. Euro | Z             | Gabon         | Catiline Aubameyang | 20            | Rimini FC            | hostování     |               |
| Z              | Gabon                | Catiline Aubameyang | 20             | AC Ancona       | návrat z hostování |                | Z             | Itálie        | Samuele Dalla Bona  | 23            | US Lecce             | hostování     |               |
| Z              | Itálie               | Samuele Dalla Bona  | 23             | Bologna FC 1909 | návrat z hostování |                | Z             | Itálie        | Marco Donadel       | 21            | UC Sampdoria         | hostování     |               |
| Z              | Francie              | Vikash Dhorasoo     | 30             | Olympique Lyon  | přestup            | zadarmo        | Z             | Itálie        | Massimo Donati      | 23            | FC Messina Peloro    | Hostování     |               |
| Z              | Itálie               | Marco Donadel       | 21             | Parma FC        | návrat z hostování |                | Z             | Argentina     | Fernando Redondo    | 35            | konec kariéry        |               |               |
| Z              | Itálie               | Massimo Donati      | 23             | UC Sampdoria    | návrat z hostování |                | Ú             | Itálie        | Marco Borriello     | 22            | Reggina Calcio       | hostování     |               |
| Ú              | Argentina            | Hernán Crespo       | 29             | Chelsea FC      | hostování          | ?              | Z             | Itálie        | Samuele Dalla Bona  | 24            | UC Sampdoria         | hostování     |               |
| Ú              | Bělorusko            | Vitalij Kutuzov     | 24             | US Avellino     | návrat z hostování |                | Ú             | Bělorusko     | Vitalij Kutuzov     | 24            | UC Sampdoria         | přestup       | 1,5 mil. Euro |

### Změny v kádru v zimním přestupovém období 2005[2]
| Přišli do týmu | Přišli do týmu | Přišli do týmu      | Přišli do týmu | Přišli do týmu | Přišli do týmu     | Přišli do týmu | Odešli z týmu | Odešli z týmu | Odešli z týmu       | Odešli z týmu | Odešli z týmu       | Odešli z týmu | Odešli z týmu |
| Pozice         | Nár.           | Hráč                | Věk            | Odkud přišel   | Typ                | Cena           | Pozice        | Nár.          | Hráč                | Věk           | Kam odešel          | Typ           | Cena          |
| Z              | Gabon          | Catiline Aubameyang | 21             | Rimini FC      | návrat z hostování |                | O             | Argentina     | Fabricio Coloccini  | 23            | Deportivo La Coruňa | přestup       | 5 mil. Euro   |
| Z              | Itálie         | Marco Donadel       | 21             | UC Sampdoria   | návrat z hostování |                | Z             | Gabon         | Catiline Aubameyang | 21            | AC Ancona           | hostování     |               |
|                |                |                     |                |                |                    |                | Z             | Itálie        | Marco Donadel       | 21            | ACF Fiorentina      | hostování     |               |

## Zápasy v sezoně 2004/05

### Supercoppa italiana (Italský superpohár)
| 21. srpna 2004 | AC Milán                      | 3 : 0  | SS Lazio | Stadio Giuseppe Meazza, Milán              |  |
| 20:45 SELČ | 36', 43', 77' Andrij Ševčenko | Report |          | Diváci: 33.274 Rozhodčí: Pierluigi Collina |  |
| Poznámky: Sestava: Dida – Maldini (K), Stam, Nesta, Cafu – Gattuso, Rui Costa, Ambrosini (77. Dhorasoo) – Kaká – Ševčenko, Tomasson (75.Crespo, 83. Serginho) |                               |        |          |                                            |  |

### Serie A (Italská liga)
|              | ATA | BOL | BRE | CAG | CHI | FIO | INT | JUV | LAZ | LEC | LIV | MES | PAL | PAR | REG | ŘÍM | SAM | SIE | UDI |
| ------------ | --- | --- | --- | --- | --- | --- | --- | --- | --- | --- | --- | --- | --- | --- | --- | --- | --- | --- | --- |
| Utkání doma  | 3:0 | 0:1 | 1:1 | 1:0 | 1:0 | 6:0 | 0:0 | 0:1 | 2:1 | 5:2 | 2:2 | 1:2 | 3:3 | 3:0 | 3:1 | 1:1 | 1:0 | 2:1 | 3:1 |
| Utkání venku | 2:1 | 2:0 | 0:0 | 1:0 | 1:0 | 2:1 | 1:0 | 0:0 | 2:1 | 2:2 | 0:1 | 4:1 | 0:0 | 2:1 | 1:0 | 2:0 | 1:0 | 1:2 | 1:1 |

Tabulka
| Poř. | Tým                 | Z  | V  | R  | P  | VG | OG | B   |
| ---- | ------------------- | -- | -- | -- | -- | -- | -- | --- |
| 1.   | Juventus FC 1       | 38 | 26 | 8  | 4  | 67 | 27 | 86* |
| 2.   | AC Milan            | 38 | 23 | 10 | 5  | 63 | 28 | 79  |
| 3.   | FC Inter Milán      | 38 | 18 | 18 | 2  | 65 | 37 | 72  |
| 4.   | Udinese Calcio      | 38 | 17 | 11 | 10 | 56 | 40 | 62  |
| 5.   | UC Sampdoria        | 38 | 17 | 10 | 11 | 42 | 29 | 61  |
| 6.   | US Città di Palermo | 38 | 12 | 17 | 9  | 48 | 44 | 53  |
| 7.   | FC Messina Peloro   | 38 | 12 | 12 | 14 | 44 | 52 | 48  |
| 8.   | AS Řím 2            | 38 | 11 | 12 | 15 | 55 | 58 | 45* |
| 9.   | AS Livorno Calcio   | 38 | 11 | 12 | 15 | 49 | 60 | 45  |
| 10.  | Reggina Calcio      | 38 | 10 | 14 | 14 | 36 | 45 | 44  |

Poznámky
- Z = Odehrané zápasy; V = Vítězství; R = Remízy; P = Prohry; VG = Vstřelené góly; OG = Obdržené góly; B = Body
- 1  Juventus FC přišel o titul za korupční skandál.
- 2  AS Řím hrál Pohár UEFA za finále italského poháru na místo vítěze FC Interu Milán.

|  | Mistr ligy a Přímý postup do Ligy mistrů 2005/06 |
|  | Přímý postup do Ligy mistrů 2005/06              |
|  | Postup do 3. předkola Ligy mistrů 2005/06        |
|  | Přímý postup do 1. kola Poháru UEFA 2005/06      |

### Coppa Italia (Italský pohár)
| osmifinále - 1. zápas 20. listopadu 2004 | US Città di Palermo | 1 – 2  | AC Milán                               | Stadio Renzo Barbera, Palermo          |  |  |
| 21:00 SELČ                               | 79' Luca Toni       | Report | 53' Hernán Crespo 69' Clarence Seedorf | Diváci: 35.000 Rozhodčí: Danilo Nucini |  |  |
|                                          |                     |        |                                        |                                        |  |  |

| osmifinále - 2. zápas 12. ledna 2005 | AC Milán                                          | 2 – 0  | US Città di Palermo | Stadio Giuseppe Meazza, Milán        |  |  |
| 21:00 SELČ                           | 19' Cristian Brocchi 77 (pen.)' Jon Dahl Tomasson | Report |                     | Diváci: 4.349 Rozhodčí: Luca Palance |  |  |
|                                      |                                                   |        |                     |                                      |  |  |

| čtvrtfinále - 1. zápas 26. ledna 2005 | AC Milán                                | 3 – 2  | Udinese Calcio            | Stadio Giuseppe Meazza, Milán          |  |  |
| 21:00 SELČ                            | 17', 68' Massimo Ambrosini 84' Serginho | Report | 21' (37) David Di Michele | Diváci: 2.170 Rozhodčí: Marco Gabriele |  |  |
|                                       |                                         |        |                           |                                        |  |  |

| čtvrtfinále - 2. zápas 16. března 2005 | Udinese Calcio                                                             | 4 – 1  | AC Milán              | Stadio Friuli, Udine                     |  |  |
| 21:00 SELČ                             | 62', 90+5' Stefano Mauri 21' Vincenzo Iaquinta 82 (pen.)' David Di Michele | Report | 78' Jon Dahl Tomasson | Diváci: 13.648 Rozhodčí: Emidio Morganti |  |  |
|                                        |                                                                            |        |                       |                                          |  |  |

### Liga mistrů UEFA 2004/05
Základní část
| Základní skupina F: 1. zápas 14. září 2004 | FK Šachtar Doněck | 0 – 1  | AC Milán             | Olympijský stadion RSK, Doněck          |  |
| 20:45 SELČ |                   | Report | 84' Clarence Seedorf | Diváci: 30.000 Rozhodčí: Herbert Fandel |  |
| Poznámky: Sestava: Dida – Maldini (K), Nesta, Stam, Cafu – Gattuso (71. Dhorasoo), Pirlo (76. Rui Costa), Seedorf – Kaká – Ševčenko, Tomasson (63. Crespo) |                   |        |                      |                                         |  |

| Základní skupina F: 2. zápas 29. září 2004 | AC Milán                                                  | 3 – 1  | Celtic FC           | Stadio Giuseppe Meazza, Milán            |  |
| 20:45 SELČ | 8' Andrij Ševčenko 89' Filippo Inzaghi 90+1' Andrea Pirlo | Report | 74' Stanislav Varga | Diváci: 52.648 Rozhodčí: Giles Veissiere |  |
| Poznámky: Sestava: Dida – Pancaro, Maldini (K), Nesta, Cafu – Gattuso (87. Rui Costa), Pirlo, Seedorf (77. Ambrosini) – Kaká – Tomasson (77. Inzaghi), Ševčenko |                                                           |        |                     |                                          |  |

| Základní skupina F: 3. zápas 20. října 2004 | AC Milán            | 1 – 0  | FC Barcelona | Stadio Giuseppe Meazza, Milán        |  |
| 20:45 SELČ | 31' Andrij Ševčenko | Report |              | Diváci: 76.502 Rozhodčí: Graham Poll |  |
| Poznámky: Sestava: Dida – Maldini (K), Nesta, Stam, Cafu – Gattuso, Pirlo, Seedorf – Kaká (83. Serginho) – Ševčenko (89. Crespo), Inzaghi (76. Ambrosini) |                     |        |              |                                      |  |

| Základní skupina F: 4. zápas 2. listopadu 2004 | FC Barcelona                    | 2 – 1  | AC Milán            | Camp Nou, Barcelona                |  |
| 20:45 SELČ | 37' Samuel Eto'o 31' Ronaldinho | Report | 17' Andrij Ševčenko | Diváci: 98.000 Rozhodčí: Urs Meier |  |
| Poznámky: Sestava: Dida – Kaladze, Maldini (K), Nesta, Cafu – Gattuso, Pirlo, Ambrosini – Kaká (76. Rui Costa), Serginho (74. Seedorf) – Ševčenko (87. Tomasson) |                                 |        |                     |                                    |  |

| Základní skupina F: 5. zápas 24. listopadu 2004 | AC Milán                               | 4 – 0  | FK Šachtar Doněck | Stadio Giuseppe Meazza, Milán               |  |
| 20:45 SELČ | 52', 90+2' Kaká 53', 85' Hernán Crespo | Report |                   | Diváci: 38.841 Rozhodčí: Frank De Bleeckere |  |
| Poznámky: Sestava: Dida – Costacurta, Maldini (K), Nesta, Cafu – Seedorf, Pirlo (72. Ambrosini), Gattuso (84. Brocchi) – Kaká, Rui Costa (79. Dhorasoo) – Crespo |                                        |        |                   |                                             |  |

| Základní skupina F: 6. zápas 7. prosince 2004 | Celtic FC | 0 – 0  | AC Milán | Celtic Park, Glasgow                    |  |
| 20:45 SELČ |           | Report |          | Diváci: 60.000 Rozhodčí: Kyros Vassaras |  |
| Poznámky: Sestava: Dida – Costacurta, Maldini (K), Nesta, Coloccini – Dhorasoo (86. Kaká), Ambrosini, Brocchi – Rui Costa (80. Seedorf), Serginho – Ševčenko (63. Crespo) |           |        |          |                                         |  |

Konečná tabulka skupiny E